# Damnation Alley
 Damnation Alley és una pel·lícula estatunidenca dirigida per Jack Smight i estrenada el 1977.

## Argument
Alguns membres d'una base militar del US Air Force a Califòrnia s'han escapat de la Tercera Guerra mundial. Van en vehicules blindats de combat a la recerca d'altres supervivents per la Terra destrossada i s'enfrontaran a les perilloses mutacions dels elements, de la fauna i de la flora engendrades pel cataclisme nuclear.

## Repartiment
- Jan-Michael Vincent: Tanner
- George Peppard: Denton
- Dominique Sanda: Janice
- Paul Winfield: Keegan
- Jackie Earle Haley: Billy
- Kip Niven: Perry

## Al voltant de la pel·lícula
El carro de dotze rodes ha estat especialment concebut per la pel·lícula a la Universal City de Califòrnia amb un cost de 300.000 dòlars.